# Mikołajów (rejon stryjski)
Mikołajów (ukr. Миколаїв, Mykołajiw) – miasto na Ukrainie, w obwodzie lwowskim, w rejonie stryjskim, siedziba hromady. 14,4 tys. mieszkańców (według stanu na 1 stycznia 2022), przemysł materiałów budowlanych, mleczarski.

## Historia
Miasto założono w 1570. Prawa miejskie od roku 1578 (ponownie od 1940). Było własnością Mikołaja Tarły – chorążego przemyskiego, dworzanina i sekretarza królewskiego, który dokonał lokacji miasta na prawie magdeburskim. W okresie międzywojennym miasto znajdowało się w powiecie żydaczowskim (województwo stanisławowskie) w Polsce.
W 1931 r. miasto liczyło 632 budynków (zagród) i 3625 mieszkańców.
Podczas okupacji hitlerowskiej, w 1941 roku Niemcy utworzyli getto dla żydowskich mieszkańców. Przebywało w nim około 600 osób. 5 września 1942 roku Niemcy ostatecznie zlikwidowali getto. Żydów wywieziono do obozu zagłady w Bełżcu, obozów pracy w Karpatach a zabito wielu na miejscu. W latach 1943–1944 z rąk nacjonalistów ukraińskich z UPA śmierć poniosło 18 Polaków, w tym Kazimierz Podgórski ps. „Zych”, dowódca plutonu Armii Krajowej[niewiarygodne źródło?].

## Kościół parafialny w Mikołajowie
Wzniesiony w latach 1633-34 z fundacji starosty drohowyskiego  Mikołaja Ostroroga, w miejsce kościoła ufundowanego przez Jerzego Mniszcha i zburzonego przez Tatarów w 1620 r. Murowany, jednonawowy, tynkowany, konsekrowany w 1636 r. Wewnątrz znajdował się łaskami słynący obraz Matki Bożej, ufundowany przez Marię Eleonorę z Kunickich Rzewuską. W latach 70. XIX wieku na fasadzie kościoła zainstalowano duży zegar. Po II wojnie światowej świątynia zamieniona była w salę gimnastyczną, a następnie w płac ślubów. W 1990 r. została odzyskana przez wiernych. Parafię obsługują księża diecezjalni, dojeżdżający z Medenic.

## Honorowi obywatele, urodzeni
- Ulana Krawczenko – urodzona w Mikołajowie
- Walery Łoziński – urodził się  w 1837, polski pisarz romantyczny i publicysta.